# Царица Родопа
Вижте пояснителната страница за други значения на Родопи.
Царица Родопа (на старогръцки: Ῥοδόπη, Rhodope) е в древногръцката митология царица на Тракия. В античната литература са запазени няколко легенди за този персонаж.
Според най-разпространената Родопа е дъщеря на речния бог и тракийски цар Стримон, син на Океан и Тетида. Майка ѝ е една от музите – Евтерпа или Калиопа.
Родопа била съпруга на Хемус, син на зимния северен вятър Борей; двамата имали син – Хеброс.
Хемус и Родопа се наричали помежду си Зевс и Хера, като дори се присмивали на едноименните олимпийски богове. Затова последните ги превърнали в планините Стара планина (Балкан, Χερσόνησος τοῦ Αἵμου), и Родопи. Легендата била позната на римския поет Овидий, ако се съди по израза „Родопа и Хемус, сега ледени планини, но някога смъртни, които претендираха за имената на боговете най-велики“, представен в неговите Метаморфози.
По името на царицата Родопа била наречена планината Родопи в Тракия.